# Tradições do evangelho oral

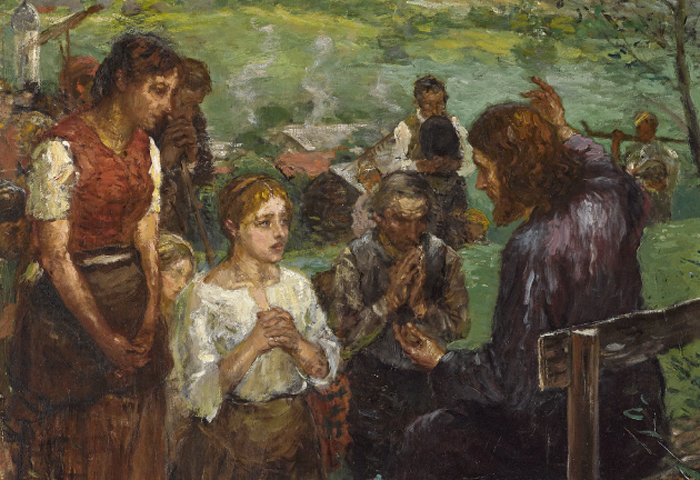
Sermão da Montanha, de Fritz von Uhde.

As tradições do evangelho oral são um primeiro estágio teorizado na formação dos evangelhos escritos como informações culturais transmitidas de uma geração a outra por tradição oral. Essas tradições orais incluíam diferentes tipos de histórias sobre Jesus. Por exemplo, as pessoas contaram anedotas sobre Jesus curando os enfermos e debatendo com seus oponentes. As tradições também incluíam ditos atribuídos a Jesus, como parábolas e ensinamentos sobre vários assuntos que, junto com outros ditos, formaram a tradição do evangelho oral. A suposição de tais tradições tem sido o foco de estudiosos como Bart D. Ehrman, James Dunn e Richard Bauckham, embora cada estudioso varie amplamente em suas conclusões, com Ehrman e Bauckham debatendo publicamente sobre o assunto.

## Métodos críticos: fonte e forma crítica

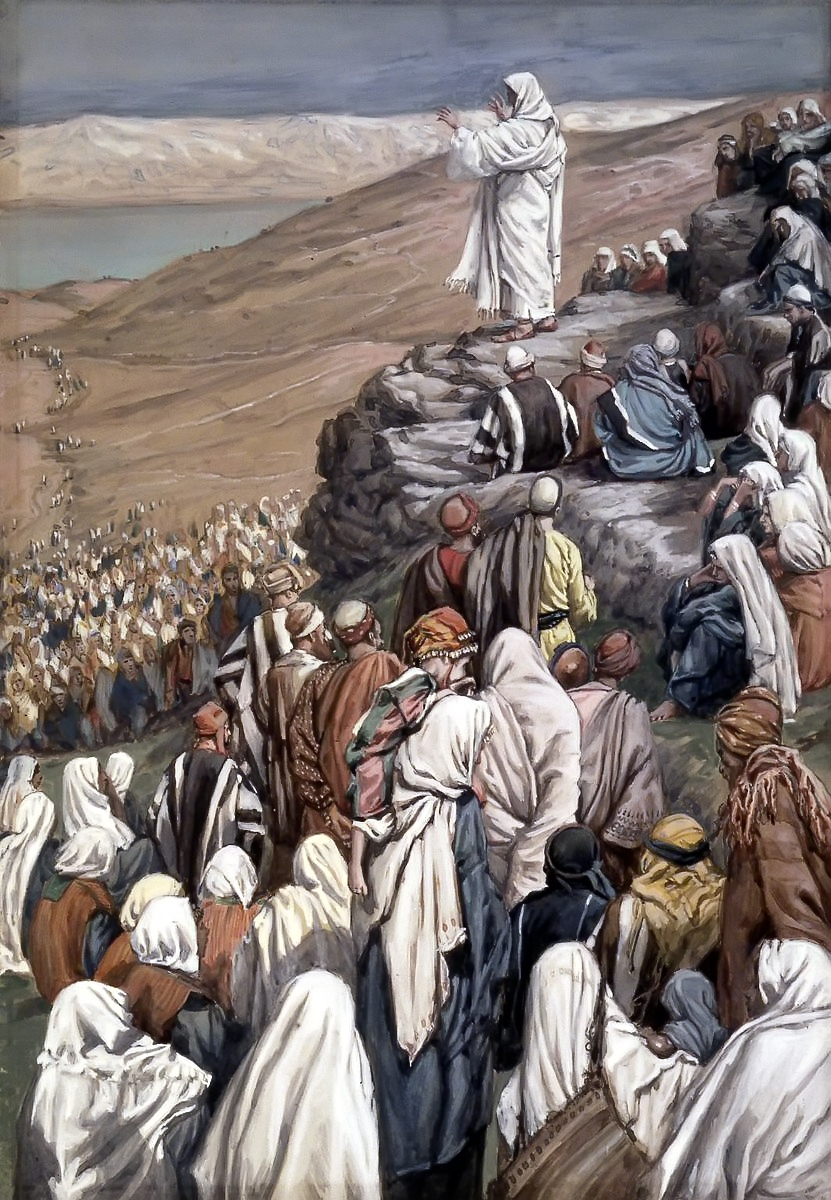
James Tissot, The Beatitudes Sermon, c. 1890, Museu do Brooklyn

Os estudiosos da Bíblia usam uma variedade de metodologias críticas conhecidas como crítica bíblica. Eles aplicam a crítica de fontes para identificar as fontes escritas sob os evangelhos canônicos. Os estudiosos geralmente entenderam que essas fontes escritas devem ter tido uma pré-história como narrativas orais, mas a própria natureza da transmissão oral parecia excluir a possibilidade de recuperá-las. No entanto, no início do século XX, o estudioso alemão Hermann Gunkel demonstrou um novo método crítico, a crítica da forma, que ele acreditava poder descobrir traços de tradição oral em textos escritos. Gunkel se especializou em estudos do Antigo Testamento, mas outros estudiosos logo adotaram e adaptaram seus métodos ao estudo do Novo Testamento.
A essência da crítica da forma é a identificação do Sitz im Leben, "situação de vida", que deu origem a uma determinada passagem escrita. Quando os críticos da forma discutem as tradições orais sobre Jesus, eles teorizam sobre a situação social particular em que diferentes relatos de Jesus foram contados. Para os estudiosos do Novo Testamento, esse foco continua sendo o período do Segundo Templo. É preciso lembrar que a Palestina de Jesus no século I era predominantemente uma sociedade oral.
Existe um consenso moderno de que Jesus deve ser entendido como um judeu em um ambiente judaico. De acordo com o estudioso Bart D. Ehrman, Jesus estava muito enraizado em seu próprio tempo e lugar como um judeu palestino do século I - com sua antiga compreensão judaica do mundo e de Deus - que ele não se traduz facilmente em um idioma moderno. Ehrman enfatiza que Jesus foi criado em uma família judia no vilarejo judeu de Nazaré. Ele foi criado em uma cultura judaica, aceitou os costumes judaicos e acabou se tornando um professor judeu que, como outros professores judeus de sua época, debatia a Lei de Moisés oralmente. Os primeiros cristãos sustentavam esses ensinamentos de Jesus oralmente. Rabinos ou professores em cada geração foram criados e treinados para transmitir essa tradição oral com precisão. Consistia em duas partes: a tradição de Jesus (ou seja, logia ou ditos de Jesus) e opinião inspirada. A distinção é de autoridade: onde o Jesus terreno falou sobre um assunto, essa palavra deve ser considerada uma instrução ou comando.
A precisão da tradição evangélica oral foi assegurada pela comunidade que designava certos indivíduos eruditos para suportarem a principal responsabilidade de reter a mensagem evangélica de Jesus. A proeminência dos professores nas primeiras comunidades, como a Igreja de Jerusalém, explica-se melhor pela confiança das comunidades nelas como repositórios da tradição oral. Uma das características mais marcantes que emergem de estudos recentes é a "incrível consistência" da história da tradição "que deu origem ao Novo Testamento".
Uma resenha do livro de Richard Bauckham, Jesus and the Eyewitnesses: The Gospels as Eyewitness Testimony, afirma que "A sabedoria comum na academia é que as histórias e ditos de Jesus circularam por décadas, passando por incontáveis releituras e enfeites antes de finalmente serem escritos".
Está provavelmente familiarizado com o velho jogo da festa de aniversário "telefone". Um grupo de crianças senta-se num círculo, o primeiro conta uma breve história a quem se senta ao seu lado, quem a conta ao próximo, e ao próximo, e assim por diante, até voltar ao círculo completo a quem a iniciou. Invariavelmente, a história mudou tanto no processo de recontagem que todos se riem bem. Imagine esta mesma atividade a ter lugar, não numa sala de estar solitária com dez crianças numa tarde, mas sobre a extensão do Império Romano (cerca de 2.500 milhas de largura), com milhares de participantes - de origens diferentes, com preocupações diferentes, e em contextos diferentes - alguns dos quais têm de traduzir as histórias para línguas diferentes.Original {{{{{língua}}}}}: The New Testament. A Historical Introduction to the Early Christian Writings.— Bart D. Ehrman

## Tradições orais e a formação dos evangelhos
Estudiosos modernos concluíram que os Evangelhos Canônicos passaram por quatro etapas em sua formação:
1. A primeira fase era oral e incluía várias histórias sobre Jesus, como a cura de enfermos ou debates com oponentes, bem como parábolas e ensinamentos.
2. Na segunda etapa, as tradições orais começaram a ser escritas em coleções (coleções de milagres, coleções de ditos, etc.), enquanto as tradições orais continuaram a circular.
3. No terceiro estágio, os primeiros cristãos começaram a combinar as coleções escritas e as tradições orais no que poderia ser chamado de "proto-evangelhos" - daí a referência de Lucas à existência de "muitas" narrativas anteriores sobre Jesus.
4. No quarto estágio, os autores dos nossos quatro Evangelhos se basearam nesses proto-evangelhos, coleções e tradições orais ainda em circulação para produzir os evangelhos de Mateus, Marcos, Lucas e João.[1]

Marcos, Mateus e Lucas são conhecidos como Evangelhos Sinóticos porque têm um alto grau de interdependência. Os estudiosos modernos geralmente concordam que Marcos foi o primeiro dos evangelhos a ser escrito (ver prioridade de Marcos). O autor não parece ter usado fontes escritas extensas, mas sim ter entrelaçado pequenas coleções e tradições individuais em uma apresentação coerente. É geralmente, embora não universalmente, concordado que os autores de Mateus e Lucas usaram como fontes o evangelho de Marcos e uma coleção de ditos chamada de fonte Q. Esses dois juntos respondem pela maior parte de Mateus e Lucas, com o restante composto de pequenas quantidades de material de origem exclusivo para cada um, chamado de fonte M para Mateus e a fonte L para Lucas, que pode ter sido uma mistura de fontes escritas e material oral (ver hipótese de duas fontes). A maioria dos estudiosos acredita que o autor do evangelho de João usou fontes orais e escritas diferentes daquelas disponíveis para os autores sinópticos - uma fonte de "sinais", uma fonte de "discurso revelador" e outras - embora haja indicações de que um editor posterior deste evangelho pode ter usado Marcos e Lucas.
A transmissão oral também pode ser vista como uma abordagem diferente para a compreensão dos Evangelhos Sinóticos nos estudos do Novo Testamento. As teorias atuais tentam ligar os três evangelhos sinóticos por meio de uma tradição textual comum. No entanto, muitos problemas surgem ao vincular esses três textos (ver o problema sinótico). Isso levou muitos estudiosos a hipotetizar a existência de um quarto documento do qual Mateus e Lucas se basearam independentemente um do outro (por exemplo, a fonte Q). A hipótese da transmissão oral com base na tradição oral se afasta desse modelo, propondo que essa tradição comum e compartilhada foi transmitida oralmente e não por meio de um documento perdido.